# Clou français
O clou français (algo como "prego francês" em linguagem coloquial) é uma variante simplificada da faca de trincheira desenvolvida durante a Primeira Guerra Mundial. A arma foi usada pelos soldados do "Armée de terre" para combate corpo a corpo. É considerada a contraparte da faca de trincheira alemã ("Grabendolch").

## Histórico e uso
Os soldados franceses deveriam estar equipados com o "Poignard-Baïonnette Lebel M1886/14". Era um estilete com cabo de madeira. A liderança do exército não esperava um número tão grande de guerra de trincheiras. A demanda não pôde ser atendida com as baionetas Poignard fornecidas para esse fim. Além disso, devido ao seu comprimento, as baionetas tradicionais não eram adequadas para o combate corpo a corpo. Em sua função, as baionetas foram concebidas como uma extensão do rifle para lutar contra a cavalaria. No combate corpo a corpo, por outro lado, você precisava de uma arma mais curta. O clou français foi criado a partir dessa experiência. Um grande número dessas armas simples foram produzidas em vários designs em pequenas fábricas por ferreiros. Os suportes de arame farpado, que consistiam em vergalhões de aço, serviam de base. Uma alça foi adicionada sob aquecimento e fornecida com uma ponta. A arma muito simples foi considerada uma solução de emergência e foi substituída em 1916 pelo recém-desenvolvido "Couteau Poignard Mle 1916".